# Снодрес (Болцано)
Снодрес је насеље у Италији у округу Болцано, региону Трентино-Јужни Тирол.
Према процени из 2011. у насељу је живело 121 становника. Насеље се налази на надморској висини од 1018 м.